# دیرک ویتندورف
دیرک ویتندورف (انگلیسی: Dirk Weetendorf؛ زادهٔ ۱ اکتبر ۱۹۷۲) بازیکن فوتبال اهل آلمان است.
از باشگاه‌هایی که در آن بازی کرده‌است می‌توان به باشگاه فوتبال آینتراخت برانشوایگ، باشگاه فوتبال هامبورگ، و باشگاه ورزشی وردر برمن اشاره کرد.